# Mestna občina Celje
Mestna občina Celje [cêlje] je ena od dvanajstih mestnih občin v Republiki Sloveniji s središčem v Celju. Na severu meji na občino Vojnik (ta se je iz občine Celje izločila leta 1994), na vzhodu na občino Šentjur, na jugovzhodu na občino Štore (ta se je iz občine Celje izločila leta 1994), na jugu na občino Laško, na zahodu na občino Žalec, na severozahodu pa na občino Dobrna.
S skoraj 50.000 (49.628 leta 2025) prebivalci je šele peta slovenska mestna občina po številčnosti (za Ljubljano, Mariborom, Kranjem in Koprom).
Za občinski praznik velja od leta 1991 11.april, kajti na ta dan leta 1451 so bili Celjski grofje povzdignjeni v državne kneze.

## Zgodovina občine od sredine 19.stoletja do konca 2.svetovne vojne
Po obdobju marčne revolucije datirajo prve volitve v celjsko mestno občino leta 1850. Bachov absolutizem je prepovedal delovanje političnih strank za celo desetletje, nato so leta 1861 lokalne volitve potekale vzporedno z deželnimi. Leta 1867 dobi občina svojo avtonomijo ter statut. Vse do takrat pa do konca prve svetovne vojne je bila občina nadalje razdeljena na dva dela: Mestno občino Celje ter Občino Celje-okolica, ki je obsegala nekatere današnje mestne predele izven starega mestnega jedra. Politično gledano je imela do dvajsetih let 20.stoletja oblast nemška stran, prvi slovenski župan je leta 1921 postal dr. Juro Hrašovec. V gospodarskem pogledu se je občina močno razvijala, v tem času sta pričela delovati Cinkarna Celje (1873) in Westnova tovarna emajlirane posode oziroma EMO (1894). Leta 1895 je zaradi uvedbe slovenskih vzporednic na celjski gimnaziji padla celo dunajska koalicijska vlada kneza Alfreda Windischgrätza.
V Kraljevini Jugoslaviji je bila po letu 1929 v veljavi delitev na 9 banovin in posebno upravo mesta Beograd na državni ravni. Na lokalni ravni so prevladovali okraji, znotraj njih pa so delovale občine. Celje je takrat že imelo svojo mestno občino, ki jo je obdržalo do leta 1945.

## Obdobje socializma, velika občina (komuna) Celje
Po drugi svetovni vojni je nalogo nosilca oblasti v Celju na lokalni ravni prevzel Mestni ljudski odbor (MLO), od petdesetih let dalje sta ga nasledila okraja Celje-mesto ter Celje-okolica. Po spremembi zvezne ustave leta 1963 so okraje ukinili, nastale so komune oziroma socialistične občine, ki so se v takšni obliki bolj ali manj obdržale do spremembe lokalne zakonodaje v letih 1994-1995. Celjska komuna je od začetka šestdesetih let zajemala območja prejšnjih občin Štore, Dobrna, Vojnik, Teharje, Tremerje, Šmartno v Rožni dolini in Škofja vas, ki so sodile v okraj Celje-okolica. Z nastankom komun je vodja mestne oblasti dobil naziv "predsednik skupščine občine", ki se je v tej obliki ohranil do prvih lokalnih volitev v samostojni in neodvisni Republiki Sloveniji leta 1994. Zadnji nosilec tega naziva je bil mag. Anton Rojec, ki je bil kot kandidat demokratične opozicije DEMOS na volitvah aprila 1990 prvi demokratično izvoljeni predsednik skupščine Občine (takrat še komune) Celje.
Čeprav je Celje v obdobju socializma veljalo za industrijsko razvito mesto oz. občino, se je v drugi polovici 80. let gospodarstvo začelo rušiti. To se je najbolje pokazalo s stečajem Lesnoindustrijskega kombinata (LIK) Savinja, sledila pa sta še stečaja Topra in Metke.
Na infrastrukturnem področju velja iz tega obdobja omeniti izgradnjo Šmartinskega jezera v okviru protipoplavne zaščite Celja. Pod Golovcem so začeli organizirati Mednarodni obrtni sejem, v ta namen so zgradili Dvorano Golovec. Pereč problem tranzitnega prometa skozi središče mesta v smeri zahod-vzhod je bil rešen v letih 1976-77, ko so za promet odprli dvopasovno hitro cesto Arja vas - Spodnje Hoče.

## Mestna občina Celje (1994-danes)
Mestna občina Celje obstaja od leta 1994, ko sta se iz nje glede na Zakon  o lokalni samoupravi izločili občina Štore in občina Vojnik, kasneje pa se je iz vojniške občine izločila še občina Dobrna. Prvi župan novonastale celjske občine je takrat postal Jože Zimšek.
Župan občine je bil v letih 1998–2022 Bojan Šrot, ki je na tem mestu nasledil Jožeta Zimška. Trenutni župan je Matija Kovač. Občinska uprava ima sedež v celjskem Narodnem domu na Trgu Celjskih knezov ob robu starega mestnega jedra.
V tem času je občina gospodarsko nazadovala, saj je propadlo veliko gospodarskih gigantov, npr. Metka (1993), Libela (1995), Tovarna volnenih odej Škofja vas (1995), Aurea (1996). Iz pretežno industrijskega mesta se je le-to gospodarsko preobrazilo v središče storitvene dejavnosti.
V tridesetih letih, kar obstaja Mestna občina Celje, so se izboljšale tudi prometne povezave knežjega mesta z drugimi deli Slovenije. Leta 1996 so na trasi Arja vas-Spodnje Hoče obstoječi dvopasovni hitri cesti (znani pod imenom Slovenika) dogradili drugo smerno vozišče in s štiripasovnico povezali Celje z Mariborom. Leta 2004 Celje dobi poleg centralnega priključka na avtocesto še zahodnega (pri Lopati), dve leti kasneje pa še vzhodnega (pri Ljubečni). Vmes so avgusta 2005 z dograjenim odsekom preko Trojan povezali knežje mesto s prestolnico po avtocesti. Od konca 90.let do leta 2006, ko so odprli zadnji odsek, je potekala nadgradnja osrednje prometne žile mestnega središča, Mariborske ceste, v štiripasovnico.
Mestni avtobus Celebus vozi na osmih linijah od januarja 2019, v sami občini pa poteka tudi redni primestni promet, s katerim upravlja podjetje Nomago, d.o.o.
Za odvoz smeti v občini skrbi podjetje Simbio, d.o.o., za oskrbo s pitno vodo pa podjetje VO-KA, d.o.o. Električno omrežje je v pristojnosti Elektra Celje, d.o.o., za daljinsko ogrevanje skrbi Energetika Celje, d.o.o. Od leta 2008 delujeta na obrobju mesta toplarna za sežiganje odpadkov ter Regijski center za ravnanje z odpadki (RCERO).

## Ozemeljska delitev
Krajevne skupnosti (9)
- Aljažev hrib
- Ljubečna
- Medlog
- Ostrožno
- Pod gradom
- Škofja vas
- Šmartno v Rožni dolini
- Teharje
- Trnovlje (pri Celju)

Mestne četrti (10)
- Center (staro mestno jedro)
- Dečkovo naselje
- Dolgo polje
- Gaberje
- Hudinja (Zgornja in Spodnja Hudinja)
- Karel Destovnik Kajuh (Otok)
- Lava
- Nova vas
- Savinja
- Slavko Šlander

## Naselja v občini
Brezova, Bukovžlak, Celje, Dobrova, Glinsko, Gorica pri Šmartnem, Jezerce pri Šmartnem, Košnica pri Celju, Lahovna, Leskovec, Lipovec pri Škofji vasi, Ljubečna, Loče, Lokrovec, Lopata, Medlog, Osenca, Otemna, Pečovnik, Pepelno, Prekorje, Rožni Vrh, Runtole, Rupe, Slance, Slatina v Rožni dolini, Šentjungert, Škofja vas, Šmarjeta pri Celju, Šmartno v Rožni dolini, Šmiklavž pri Škofji vasi, Teharje, Tremerje, Trnovlje pri Celju, Vrhe, Začret, Zadobrova, Zvodno, Žepina

## Prebivalstvo
Ob popisu leta 2001 je bila slovenščina materni jezik 40.704 (84,7 %) občanom, hrvaščina 1658 (3,5 %), srbščina 1472 (3,1 %), srbohrvaščina 986 (2,1 %), bosanščina pa 743 (1,5 %). Neznano je za 1812 (3,8 %) oseb. 25.456 ali 52,9 % prebivalcev je rimokatoličanov.
Po ocenah Statističnega urada Republike Slovenije je leta 2021 v občini živelo 48.550 prebivalcev, od tega 24.410 moških in 24.440 žensk.